# (3935) Toatenmongakkai
(3935) Toatenmongakkai es un asteroide perteneciente al cinturón de asteroides, descubierto el 14 de agosto de 1987 por Tsutomu Seki desde el Observatorio de Geisei, Geisei, Japón.

## Designación y nombre
Designado provisionalmente como 1987 PB. Fue nombrado Toatenmongakkai en homenaje a la "Toa Tenmon Gakkai" ("Asociación Astronómica Oriental"), una asociación de aficionados a la astronomía fundada por "Issei Yamamoto" en 1920.